# Contralor (militar)
Se llama contralor al antiguo jefe o encargado de los hospitales militares. Es traducción del término francés contrôleur según algunos, o de contra-rôle, porque en el rôle o libro de cuentas se llevaba una especie de comprobación análoga a la partida doble. 
En Castilla el Contralor era un alto empleado de Palacio. Lo introdujo la casa de Borgoña en sustitución del antiguo veedor. Covarrubias cita a Casaneum (Catal. glor. mundi. part. 6. folio 157): 

Dieti sunt contralores, quasi contrarolulatores antigraphi, hoc est quoc acta praedictorum antigraphant, id est, contra scribunt.

En Navarra, según Yanguas (Dicc. de antig. página 251) el Contralor, que también se llamaba contrarrolor y contrarroldes, era hacia 1350 oficio de la Casa Real.